# عبد الرحمن الآلوسي
عبد الرحمن بن عبد الله بن درويش الحسيني الآلوسي (1221-1284)/(1804م - 1867م)، مفسر، ومحدث، وفقيه، وأديب، وشاعر

كامل نسبه: عبد الرحمن بن عبد الله بن محمود بن درويش بن عاشور بن محمد بن ناصر الدين بن حسين بن علي بن حسين بن كمال الدين بن شمس الدين بن محمد بن شمس الدين بن حارس بن شمس الدين بن شهاب الدين بن أبي القاسم بن أمير بن محمد بن بيدار بن عيسى بن أحمد بن موسى بن أحمد بن محمد بن أحمد الأعرج بن موسى المبرقع بن محمد الجواد بن علي الرضى بن موسى الكاظم بن جعفر الصادق بن محمد الباقر بن زين العابدين بن الحسين بن علي بن أبي طالب زوج فاطمة الزهراء بنت رسول الله محمد بن عبد الله.
يرجع نسبه إلى مدينة آلوس وهي جزيرة في وسط نهر الفرات في محافظة الأنبار، حيث فر إليها جد هذه الأسرة من وجه هولاكو التتري عندما دهم بغداد فنسب إليها. ويرجع نسب عائلته إلى سبط الرسول محمد فهي عائلة علوية النسب، وآلوسية في الموطن، وبغدادية السكن.
وهو فقيه واعظ ومحدث وعالم بالحديث وعلم المنقول

كان وعظه وتدريسه في جامع الشيخ صندل

كان السيد عبد الرحمن من أشهر من درس ووعظ في الجامع. أخذ العلم عن شقيقه محمود شهاب الدين الملقب بالألوسي الكبير.
كان العلامة عبد الرحمن حلو الحديث مسموع الكلمة عند العامة والخاصة، لا سيما نامق باشا والي العراق آنذاك، لدرجة أن أهل جانب الكرخ من بغداد كانوا لا يقبلون بعد تحكيمه تحكيما وشكت الدولة أن الأهالي لم تعد تؤول إليها في حل نزاعاتها بعد تحكيمه في خصوماتهم القضائية.

مع كل ذلك فقد كان لا يميل إلى رؤية الخاصة ولا إلى صحبتهم، مؤثرا الوعظ والتدريس والقضاء والزهد على كل أمر آخر

## وفاته
توفي عبد الرحمن الألوسي في بغداد في 13 ربيع الثاني عام 1284هـ/1 آب عام 1867م  معقبا من النسل إبنتين توفيتا بعد وفاته بقليل ولم تعقبا وله ولد واحد هو حسين، وحسين هو والد جد السيد إبراهيم ناجي أفندي المحامي، رئيس محاكم الفرات الأوسط الأسبق وخطيب ثورة العشرين، ولقد دفن في مقبرة الشيخ معروف الكرخي و قبره خارج قبة قبر شقيقه شهاب الدين الآلوسي.
رثاه الشاعر محمد سعيد النجفي بقصيدة مطلعها:

## مؤلفاته
- كتاب في الخطب
- تحقيق كتاب مصطفى أفندي الموصلي[5]
- قصيدة في رثاء سيد الشهداء جده الحسين عليه السلام [6]